# Campionati europei di judo 1967
I Campionati europei di judo 1967 sono la 16ª edizione della competizione judoistica organizzata dalla European Judo Union.
Le gare riservate solo agli uomini si sono svolte a Roma, in Italia, al Palazzetto dello Sport, dall'11 al 13 maggio 1967. In questa competizione Anton Geesink conquistò la sua ultima medaglia d'oro continentale, dopo questa gara il campione olandese si ritirò dall'attività agonistica rimanendo imbattuto.

## Nazionale Italiana
Il Consiglio di Presidenza della FIAP, sentito il parere della Direzione Tecnica Nazionale per il Judo, portò ai campionati europei la seguente squadra:
- Pesi Leggeri: Stefano Gamba (Accademia Doyukai Torino); Franco Piersante (G.S. Fiamme Oro Nettuno)
- Pesi Medio-Leggeri: Luciano Di Palma (S.S. Judo Fiamma Yamato Roma); Pier Carlo Cappelli (Dojo Sugiyama Torino)
- Pesi Medi: Bruno Carmeni (A.S. Judo Joseki Roma); Danilo Vaccini (Judo Club Libertas Firenze)
- Pesi Medio-Massimi: Ferdinando Tavolucci (S.S. Judo Fiamma Yamato Roma);Mario Torella (C.S. Carabinieri Firenze)
- Pesi Massimi: Zaini Giovanni (S.S. Busen Milano); Remo Venturelli (Judo Club Jigoro Kano Milano);
- Open: Gino Zanchetta (G.S. Fiamme Oro Nettuno); Nicola Tempesta(A.P. Partenope Napoli);
- Squadra: Stefano Gamba, Conti Celestino (G.S. Fiamme Oro Nettuno), Bruno Carmeni, Vittorio Franceschini (Judo Club Jigoro Kano Milano) e Nicola Tempesta

Le Riserve furono Pasquale Apruzzi (G.S. Fiamme Gialle Roma), Tullio Carmeni (A.S. Judo Joseki Roma), Franco Giraldi (J.C. Kodokan Firenze), Giuseppe Guerriero (G.S. Fiamme Oro Nettuno) e DaniloCodazza (J.C. Kodokan Milano). Nessuno degli atleti azzurri riuscì ad arrivare sul podio.

## Podi

### Uomini
| Evento       | Oro                                      | Argento                                    | Bronzo                                                                                                 |
| fino a 63 kg | Sergey Suslin                            | Gustaaf Lauwereins                         | George Glass Nickolay Kozitsky                                                                         |
| fino a 70 kg | Armand Desmet                            | Eddy van der Pol                           | Joachim Schroeder Tonny Jonkman                                                                        |
| fino a 80 kg | Vladimir Pokataev                        | George Kerr                                | Brian Jacks Patrick Clement                                                                            |
| fino a 93 kg | Peter Herrmann                           | Pierre Albertini                           | Ray Ross Boris Mischenko                                                                               |
| oltre 93 kg  | Willem Ruska                             | Anzor Kibrotsashvili                       | Klaus Hennig Vasily Usik                                                                               |
| Open         | Anton Geesink                            | Anzor Kiknadze                             | Willem Ruska Klaus Hennig                                                                              |
| Squadre      | (Utzat, Egger, Mierbach, Hermann, Glahn) | (Feist, Desmet, Clément, Albertini, Gress) | (Gietelink, Jonkman, Poglajen, Gouweleeuw, Geesink) (Susline, Stepanov, Bondarenko, Ioudine, Kidnadze) |

### Medagliere
| Posiz. | Nazione          | Oro | Argento | Bronzo | Totale |
| ------ | ---------------- | --- | ------- | ------ | ------ |
| 1      | Unione Sovietica | 2   | 2       | 4      | 8      |
| 2      | Paesi Bassi      | 2   | 1       | 3      | 6      |
| 3      | Germania Ovest   | 2   | 0       | 0      | 2      |
| 4      | Francia          | 1   | 2       | 1      | 4      |
| 5      | Regno Unito      | 0   | 1       | 3      | 4      |
| 6      | Belgio           | 0   | 1       | 0      | 1      |
| 7      | Germania Est     | 0   | 0       | 3      | 3      |